# Andreas Hille
Andreas Hille (* 17. März 1955) ist ein ehemaliger deutscher Skispringer und heutiger Skisprungrichter und Skisprungfunktionär.

## Werdegang
In der Skisprungsaison 1978/79 gewann Hille die Skiflugwoche in Oberstdorf vor Josef Samek und Leoš Škoda. Eine Woche später landete er bei den Skispielen von Oberhof hinter seinem Landsmann Harald Duschek auf Rang zwei. Kurz darauf wurde er bei der Skiflug-Weltmeisterschaft 1979 in Planica Vierter. Bei den DDR-Skimeisterschaften 1979 belegte er von der Normalschanze in Schmiedefeld wie auch von der Großschanze in Oberhof jeweils den fünften Platz. Ein Jahr später bei den DDR-Skimeisterschaften 1980 sprang er auf der Heimschanze in Klingenthal auf den vierten Platz.
Hille arbeitete von 1997 bis 2013 im Vorstand des VSC Klingenthal und war zudem bis 2015 als Renndirektor für Skisprungveranstaltungen, auch im Rahmen der Nordischen Kombination in Klingenthal für den Internationalen Skiverband tätig. Hille ist zudem Leiter für Klingenthal am Olympiastützpunkt Chemnitz/Dresden. Eine Zeitlang war Hille auch Direktor des Skiinternats Klingenthal.